# Rezovo
Rezovo (bulgariska: Резово) är en udde i Bulgarien.   Den ligger i regionen Burgas, i den östra delen av landet, 400 km öster om huvudstaden Sofia.
Terrängen inåt land är platt åt nordväst, men åt sydväst är den kuperad. Havet är nära Rezovo åt nordost. Trakten är glest befolkad. Närmaste större samhälle är Achtopol, 14,7 km nordväst om Rezovo.